# GAL3ST1
GAL3ST1 (англ. Galactose-3-O-sulfotransferase 1) – білок, який кодується однойменним геном, розташованим у людей на короткому плечі 22-ї хромосоми. Довжина поліпептидного ланцюга білка становить 423 амінокислот, а молекулярна маса — 48 764.
| 10         |  | 20         |  | 30         |  | 40         |  | 50         |
| ---------- |  | ---------- |  | ---------- |  | ---------- |  | ---------- |
| MLPPQKKPWE |  | SMAKGLVLGA |  | LFTSFLLLVY |  | SYAVPPLHAG |  | LASTTPEAAA |
| SCSPPALEPE |  | AVIRANGSAG |  | ECQPRRNIVF |  | LKTHKTASST |  | LLNILFRFGQ |
| KHRLKFAFPN |  | GRNDFDYPTF |  | FARSLVQDYR |  | PGACFNIICN |  | HMRFHYDEVR |
| GLVPTNAIFI |  | TVLRDPARLF |  | ESSFHYFGPV |  | VPLTWKLSAG |  | DKLTEFLQDP |
| DRYYDPNGFN |  | AHYLRNLLFF |  | DLGYDNSLDP |  | SSPQVQEHIL |  | EVERRFHLVL |
| LQEYFDESLV |  | LLKDLLCWEL |  | EDVLYFKLNA |  | RRDSPVPRLS |  | GELYGRATAW |
| NMLDSHLYRH |  | FNASFWRKVE |  | AFGRERMARE |  | VAALRHANER |  | MRTICIDGGH |
| AVDAAAIQDE |  | AMQPWQPLGT |  | KSILGYNLKK |  | SIGQRHAQLC |  | RRMLTPEIQY |
| LMDLGANLWV |  | TKLWKFIRDF |  | LRW        |  |            |  |            |

A: Аланін

C: Цистеїн

D: Аспарагінова кислота

E: Глутамінова кислота

F: Фенілаланін

G: Гліцин

H: Гістидин

I: Ізолейцин

K: Лізин

L: Лейцин

M: Метіонін

N: Аспарагін

P: Пролін

Q: Глутамін

R: Аргінін

S: Серин

T: Треонін

V: Валін

W: Триптофан

Кодований геном білок за функцією належить до трансфераз. 
Задіяний у такому біологічному процесі, як метаболізм ліпідів. 
Локалізований у мембрані, апараті гольджі.